# 레오니트 스피린
레오니트 바실리예비치 스피린(러시아어: Леони́д Васи́льевич Спи́рин, 1932년 6월 21일 ~ 1982년 2월 23일)은 소련의 육상 선수로 경보 종목에서 활약하였다.
모스크바주 즈베니고로드스키 군에서 태어난 그는 1956년 멜버른 올림픽에 참가하여 20km 경보에서 금메달을 획득하였다. 레오니드 스피린은 1시간 31분 27초로 그의 동료 안타나스 미케나스 (1시간 32분 3초)와 브루노 융크 (1시간 32분 12초)를 꺾고 우승했다.
1957년 명예의 배지 훈장이 수여되었다.